# ليتل سيزرز أرينا
ليتل سيزرز أرينا هي صالة متعددة الأستخدامات تقع في مدينة ديترويت بولاية ميشيغان الأمركية وهي الملعب الرسمي لنادي ديترويت رد وينجز وديترويت بيستونز. أفتتحت الصالة في 5 سبتمبر 2017.